# Torgservis
Torgservis (russisch Торгсервис) ist eine russische, im Einzelhandel tätige Unternehmensgruppe. Sie wurde im Jahr 2009 in Krasnojarsk gegründet. Torgservis hatte 2018 knapp 800 Filialen (davon 600 in Russland) und einen Umsatz von 1,3 Mrd. Euro.

## Unternehmen
Zum Unternehmen gehören Filialen unter den Namen Swetofor (russisch Светофор bedeutet „Ampel“), Majak (russisch Маяк bedeutet „Leuchtturm“) und Mere in Russland, China, Kasachstan, Aserbaidschan, Rumänien und Belarus. In Polen und in Ostdeutschland wurden Standorte gesucht.
Valentina Schneider (russisch Валентина Эманнуиловна Шнайдер) hält offiziell die Aktienmehrheit an der Unternehmensgruppe Torgservis. Als treibende Kräfte gelten jedoch die Söhne, Andrej und Sergej.

### Expansion nach Deutschland
In Deutschland wurde 2017 in Berlin-Marzahn die „TS Markt GmbH“ gegründet. Geschäftsführer war zunächst Andrei Ganus, ab Juli 2019 war dies Vladimir Buzulutskov, ab September 2020 Viktor Gorodetskii. Seit 30. September 2021 ist Tatiana Savina Geschäftsführerin. 2019 eröffnete Torgservis den ersten Mere-Markt in einer ehemaligen Aldi-Filiale in Leipzig-Portitz. Später gab es weitere Standorte in Zwickau und in Halle-Neustadt. Die Waren – vor allem Lebensmittel – wurden überwiegend von Paletten verkauft.